# 張渙
張渙（1508年—？），字文甫，號风泉，直隸真定府定州人，民籍，明朝政治人物。

## 生平
嘉靖十三年（1534年）甲午科順天府鄉試第八十二名舉人。嘉靖十七年（1538年）中式戊戌科會試第二百二十三名，登第二甲第八十一名進士。十八年十一月授貴州道试監察御史，次年实授，首发咸宁侯仇鸾之恶，剖棺勠尸。二十二年巡按陕西茶馬，二十三年巡按貴州。升陕西按察司副使，遷布政司参政，晋河南按察使，三十四年十二月升都察院右佥都御史、巡抚宣府，三十六年二月考察闲住。

## 家族
曾祖張綸，知府；祖父張璿，義官；父張鏞，母王氏；繼母周氏。重庆下。弟洙、泗、潢、湘。